# گوش گل‌کلمی
گوش گل کلمی حالتی برگشت‌ناپذیر است که هنگام ضربه به بخش بیرونی گوش ایجاد می‌شود و باعث ایجاد لخته خون یا جمع شدن دیگر مایعات در زیر غضروف پوش می‌شود. این امر غضروف را از بخشی که مواد مغذی آن را تأمین می‌کند، جدا گردانده و سبب مرگ آن می‌شود و در نتیجه بافت فیبر در پوست پوشاننده ایجاد می‌شود. در نتیجه، گوش خارجی به‌طور دائم متورم و تغییر شکل پیدا می‌کند و شبیه گل کلم می‌شود.
این شرایط در ورزش‌های رزمی از جمله جوجیتسو برزیلی، جودو، ورزش های رزمی ترکیبی یا کشتی‌گیری و در ورزش‌های تمام عیار مانند راگبی ۱۵ نفره و راگبی ۱۳ نفره رایج است.

## درمان

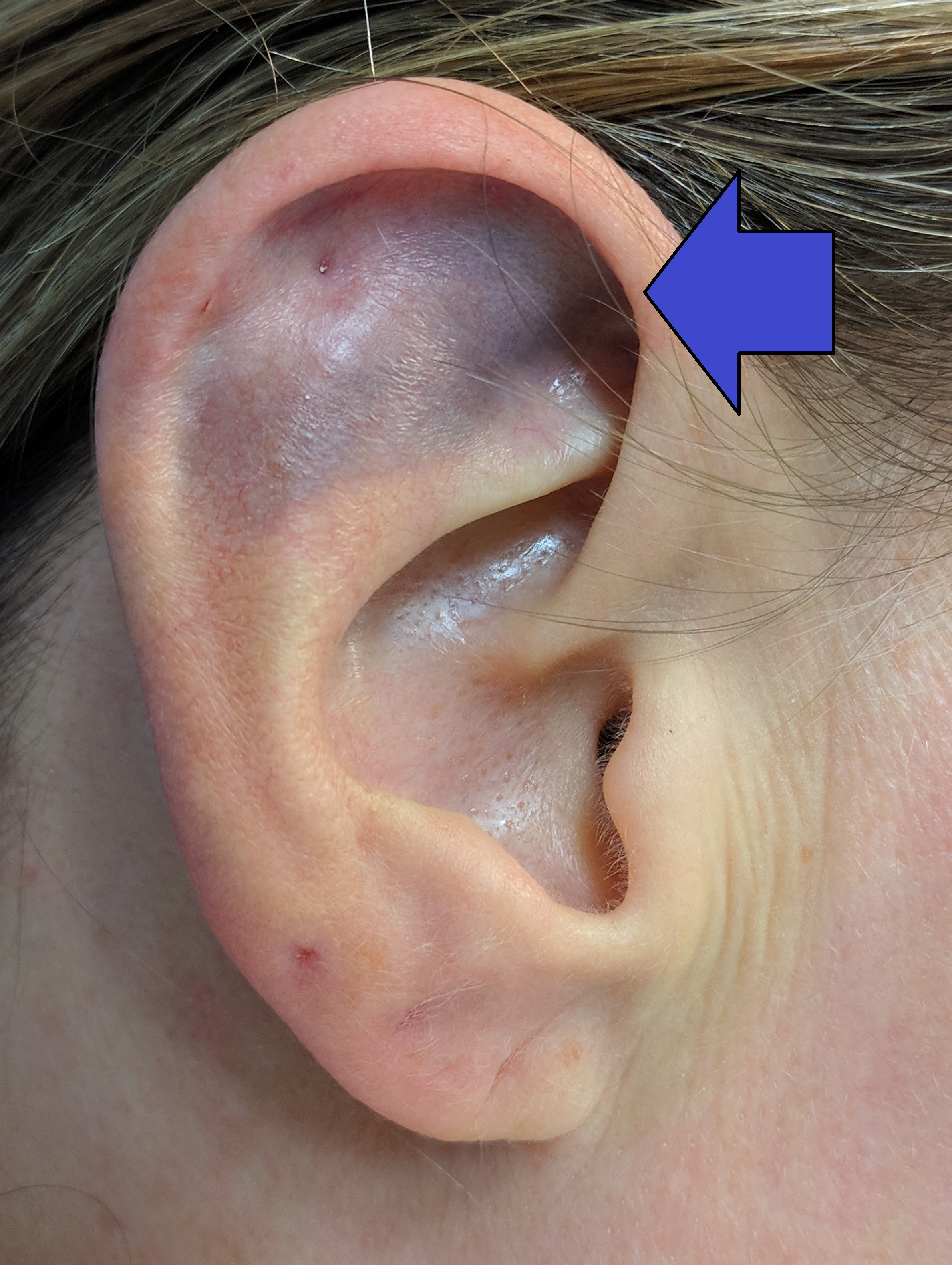
هماتوم خلفی خفیف بعد از زهکشی

انواع مختلفی از درمان برای هماتوم دورهای مغزی وجود دارد که می‌تواند به گوش گل کلم منجر شود، اما تحقیقات فعلی قادر به شناسایی بهترین روش درمانی یا پروتکل نیستند. شواهد قطعی وجود دارد که تخلیه این هماتوم برای جلوگیری از تغییر شکل گل کلم در مقایسه با درمان محافظه کارانه بهتر است، اما استفاده از بانداژ و / شکسته بندی پس از تخلیه مایع نیاز به تحقیقات بیشتری دارد.

## تاریخ

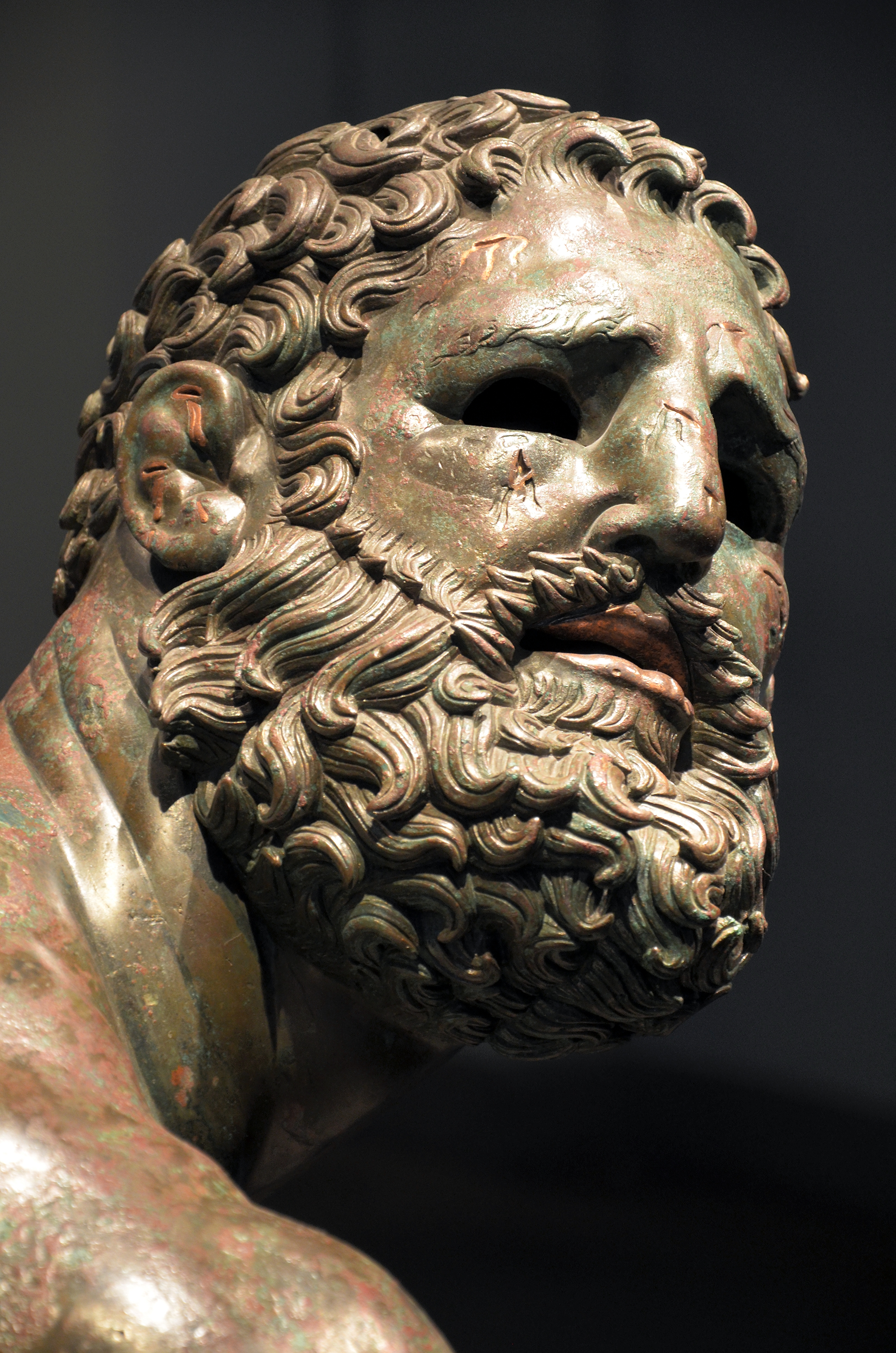
تصویر گوش گل کلمی در بوکسور در حال استراحت از دوران هلنیسم، حدود ۱۰۰–۵۰ قبل از میلاد

گوش گل کلمی برای اولین بار در یونان باستان ثبت شده است. 

در سده نوزدهم میلادی در شیره‌کش خانه های هنگ کنگ، مصرف‌کنندگان تریاک پس از مدت طولانی خوابیدن بر روی بالش‌های چوبی سفت دچار گوش گل کلمی می‌شدند.